# Christian Corrêa Dionísio
Christian Corrêa Dionísio, ou simplesmente Christian, (Porto Alegre, 23 de abril de 1975), é um ex-futebolista brasileiro que atuava como atacante. Atualmente é empresário e comentarista de futebol.
No dia 12 de fevereiro de 2019, estreou como comentarista pelo canal DAZN na partida entre River Plate-URU e Santos.

## Carreira
O início de sua formação profissional foi no Grêmio, ainda nos infantis, onde ficou de 1988 a 1990. Em 1991, chegou ao Internacional e ficou no clube sem grande destaque até 1992.
Transferiu-se então, de maneira obscura, para o futebol português, onde atuou no Marítimo, Estoril e Farense. Pelo Faraense, foram cinco gols em 33 jogos.
De volta ao Inter, em fins de 1996, Christian, no ano seguinte, ajudou a levar uma equipe desacreditada ao título gaúcho, batendo o Grêmio na decisão. Christian ainda se consagrou, no mesmo ano, como o maior artilheiro da história do Internacional em uma só edição de Campeonato Brasileiro, ao marcar 23 gols com a camisa colorada
Ficou no clube até 1999, quando voltou a Europa para atuar pelo Paris Saint-Germain, da França. Em duas temporadas, fez 70 jogos e marcou 26 gols pelo clube.
Sem empolgar, foi para o também francês Bordeaux e de lá teve passagens pelo Palmeiras-SP e Galatasaray, da Turquia.
No Grêmio (2003 - 2004),  seria trocado com os franceses do Bordeaux pelo jovem Rodrigo, que atuava à época na Seleção Sub-17 e ajudou a equipe se livrar do rebaixamento em 2003, mas já em 2004, não teve a mesma sorte. Como teve uma boa proposta para se transferir para o Japão e a direção o negou, Christian afundou com todo o time.
Após triste despedida, Christian foi atuar no Omiya Ardija do Japão, em 2005. Pouco tempo depois, em agosto do mesmo ano, foi contratado pelo São Paulo para fazer dupla de ataque com Amoroso. Porém, não obteve sucesso.
Em 2006, Christian teve rápida passagem pelo Botafogo, terminando por rescindir o contrato com o clube carioca. Em seguida, transferiu-se para o Juventude, de Caxias do Sul.
No começo de 2007, viveu um bom momento no Corinthians, onde em apenas 5 jogos marcou 5 gols. Após um mês no clube paulista, Christian se transferiu para o clube que o revelou, o Internacional de Porto Alegre, mas não conseguiu se firmar no ataque colorado para chegar ao seu 100º gol pela equipe.
Em 2008 acertou sua ida para a Portuguesa de Desportos para disputar a primiera divisão do Campeonato Brasileiro pelo clube. Após apenas um mês pelo clube paulistano, Christian mudou-se para o México, onde defendeu as cores do Pachuca. No início de 2009 retornou à Portuguesa de Desportos, dessa vez para disputar a segunda divisão.
Em 2010, disputou o Campeonato Paulista pelo Monte Azul. No segundo semestre do mesmo ano, assinou com o Pelotas. Em 22 de julho, antes mesmo de estrear pelo Pelotas, foi anunciado como novo reforço do São Caetano.
No final de 2010, abandonou a carreira aos 35 anos, devido a dores no joelho, reflexos de antigas lesões.

## Títulos
Internacional
- Campeonato Gaúcho: 1992 e 1997
- Recopa Sul-Americana: 2007

São Paulo
- Copa do Mundo de Clubes da FIFA: 2005[10]

Botafogo
- Taça Guanabara: 2006
- Campeonato Carioca: 2006

Seleção Brasileira
- Copa América: 1999

### Artilharias
Internacional
- Copa Sul de 1999 (8 gols)